# López Simón
Alberto López Simón conocido como López Simón en los carteles (Barajas, Madrid, 30 de noviembre de 1990) es un torero español retirado.  Durante su breve carrera cosechó importantes triunfos como salir por la puerta grande de Las Ventas en cinco ocasiones o liderar el escalafón taurino en 2016.

## Biografía
Debutó con picadores el 2 de mayo de 2010 en la Plaza de toros Monumental de Barcelona con novillos de Mari Carmen Camacho. Se presentó en Las Ventas el 30 de abril de 2011 con novillos de Antonio Pallá.
Tomó la alternativa el 26 de abril de 2012 en La Maestranza teniendo de padrino a Morante de la Puebla y de testigo a José María Manzanares con toros de Núñez del Cuvillo. Confirmó alternativa en la feria de San Isidro el 14 de mayo de 2013, teniendo de padrino a El Cid y de testigo a Daniel Luque toreando un encierro del Puerto de San Lorenzo. Su apoderado fue Curro Vázquez.
Su carrera dio un vuelco en 2015, saliendo tres veces a hombros en Las Ventas. El 2 de mayo de 2015 salió por la puerta grande en una corrida goyesca con toros de Montealto, saliendo de la enfermería para matar su segundo toro, al que cortó la oreja. El 24 de mayo de 2015 volvió a salir por la puerta grande con toros de Las Ramblas. El 2 de octubre de 2015 salió nuevamente por la puerta grande en un mano a mano con Diego Urdiales y toros de Puerto de San Lorenzo. La actuación fue ovacionada por los aficionados, ya que fue cogido por su primer toro y salió de la enfermería para lidiar su segundo y tercer toro, regresando al quirófano tras salir a hombros.
El 1 de junio de 2016 repitió triunfo en la corrida de la Beneficencia, saliendo a hombros junto a Jose Mari Manzanares con toros de Victoriano del Río. Ese 2016 lideró el escalafón taurino. 
El 25 de mayo de 2018 salió a hombros por quinta vez en Las Ventas junto a Talavante con toros de Núñez del Cuvillo.
Entre sus faenas destacadas señalar las puertas grandes en Acho en 2015, en la feria de Fallas, Mont de Marsán y Zaragoza en 2019, en Pamplona junto a Ginés Marín en 2017, Beziers en 2021 y 2022 o Aguascalientes en 2022.
En enero de 2023 comunicó su retirada de los ruedos, alegando que había perdido la fuerza y energía necesaria para continuar en la profesión. Actualmente se dedica al sector inmobiliario. 